# Liste des titres musicaux numéro un en Allemagne en 2005
Cette page liste les titres numéro un dans les meilleures ventes de disques en Allemagne pour l'année 2005 selon Media Control Charts. 
Les classements sont issus des 100 meilleures ventes de singles et des 100 meilleures ventes d'albums. Ils se déroulent du vendredi au jeudi, et sont publiés le mardi par l'industrie musicale allemande.

## Classement des singles
| №  | Date         | Artiste                       | Titre                |
| -- | ------------ | ----------------------------- | -------------------- |
| 1  | 7 janvier    | Schnappi, das kleine Krokodil | Schnappi             |
| 2  | 14 janvier   | Schnappi, das kleine Krokodil | Schnappi             |
| 3  | 21 janvier   | Schnappi, das kleine Krokodil | Schnappi             |
| 4  | 28 janvier   | Schnappi, das kleine Krokodil | Schnappi             |
| 5  | 4 février    | Schnappi, das kleine Krokodil | Schnappi             |
| 6  | 11 février   | Schnappi, das kleine Krokodil | Schnappi             |
| 7  | 18 février   | Schnappi, das kleine Krokodil | Schnappi             |
| 8  | 25 février   | Schnappi, das kleine Krokodil | Schnappi             |
| 9  | 4 mars       | Schnappi, das kleine Krokodil | Schnappi             |
| 10 | 11 mars      | Nena                          | Liebe ist            |
| 11 | 18 mars      | Sarah Connor                  | From Zero to Hero    |
| 12 | 25 mars      | Nena                          | Liebe ist            |
| 13 | 1er avril    | Sarah Connor                  | From Zero to Hero    |
| 14 | 8 avril      | Sarah Connor                  | From Zero to Hero    |
| 15 | 15 avril     | Mario                         | Let me love you      |
| 16 | 22 avril     | 50 Cent feat. Olivia          | Candy Shop           |
| 17 | 29 avril     | 50 Cent feat. Olivia          | Candy Shop           |
| 18 | 6 mai        | 50 Cent feat. Olivia          | Candy Shop           |
| 19 | 13 mai       | Ch!pz                         | Cowboy               |
| 20 | 20 mai       | Ch!pz                         | Cowboy               |
| 21 | 27 mai       | Akon                          | Lonely               |
| 22 | 3 juin       | Akon                          | Lonely               |
| 23 | 10 juin      | Akon                          | Lonely               |
| 24 | 17 juin      | Akon                          | Lonely               |
| 25 | 24 juin      | Akon                          | Lonely               |
| 26 | 1er juillet  | Akon                          | Lonely               |
| 27 | 8 juillet    | Akon                          | Lonely               |
| 28 | 15 juillet   | Akon                          | Lonely               |
| 29 | 22 juillet   | US5 (de)                      | Maria                |
| 30 | 29 juillet   | US5 (de)                      | Maria                |
| 31 | 5 août       | US5 (de)                      | Maria                |
| 32 | 12 août      | US5 (de)                      | Maria                |
| 33 | 19 août      | Juanes                        | La camisa negra      |
| 34 | 26 août      | Tokio Hotel                   | Durch den Monsun     |
| 35 | 2 septembre  | Tokio Hotel                   | Durch den Monsun     |
| 36 | 9 septembre  | Tokio Hotel                   | Durch den Monsun     |
| 37 | 16 septembre | Tokio Hotel                   | Durch den Monsun     |
| 38 | 23 septembre | Tokio Hotel                   | Durch den Monsun     |
| 39 | 30 septembre | The Pussycat Dolls            | Don't Cha            |
| 40 | 7 octobre    | The Pussycat Dolls            | Don't Cha            |
| 41 | 14 octobre   | Robbie Williams               | Tripping             |
| 42 | 21 octobre   | Robbie Williams               | Tripping             |
| 43 | 28 octobre   | Robbie Williams               | Tripping             |
| 44 | 4 novembre   | Melanie C                     | First Day of My Life |
| 45 | 11 novembre  | Melanie C                     | First Day of My Life |
| 46 | 18 novembre  | Madonna                       | Hung Up              |
| 47 | 25 novembre  | Madonna                       | Hung Up              |
| 48 | 2 décembre   | Madonna                       | Hung Up              |
| 49 | 9 décembre   | Madonna                       | Hung Up              |
| 50 | 16 décembre  | Madonna                       | Hung Up              |
| 51 | 23 décembre  | Madonna                       | Hung Up              |
| 52 | 30 décembre  | Madonna                       | Hung Up              |

## Classement des albums
| №  | Date         | Artiste            | Titre                            |
| -- | ------------ | ------------------ | -------------------------------- |
| 1  | 7 janvier    | Robbie Williams    | Greatest Hits                    |
| 2  | 14 janvier   | Nu Pagadi          | Your Dark Side                   |
| 3  | 21 janvier   | Max Mutzke (de)    | Max Mutzke                       |
| 4  | 28 janvier   | Söhne Mannheims    | Noiz                             |
| 5  | 4 février    | Söhne Mannheims    | Noiz                             |
| 6  | 11 février   | Peter Maffay       | Laut & leise                     |
| 7  | 18 février   | Peter Maffay       | Laut & leise                     |
| 8  | 25 février   | Peter Maffay       | Laut & leise                     |
| 9  | 4 mars       | Westernhagen       | Nahaufnahme                      |
| 10 | 11 mars      | Westernhagen       | Nahaufnahme                      |
| 11 | 18 mars      | 50 Cent            | The Massacre                     |
| 12 | 25 mars      | Yvonne Catterfeld  | Unterwegs                        |
| 13 | 1er avril    | Sarah Connor       | Naughty but Nice                 |
| 14 | 8 avril      | Farin Urlaub       | Am Ende der Sonne                |
| 15 | 15 avril     | Wir sind Helden    | Von hier an blind                |
| 16 | 22 avril     | Böhse Onkelz       | Live in Hamburg                  |
| 17 | 29 avril     | Wir sind Helden    | Von hier an blind                |
| 18 | 6 mai        | Bruce Springsteen  | Devils and Dust                  |
| 19 | 13 mai       | Wir sind Helden    | Von hier an blind                |
| 20 | 20 mai       | Wir sind Helden    | Von hier an blind                |
| 21 | 27 mai       | System of a Down   | Mezmerize                        |
| 22 | 3 juin       | System of a Down   | Mezmerize                        |
| 23 | 10 juin      | Black Eyed Peas    | Monkey Business                  |
| 24 | 17 juin      | Coldplay           | X&Y                              |
| 25 | 24 juin      | Backstreet Boys    | Never Gone                       |
| 26 | 1er juillet  | Böhse Onkelz       | La Ultima – Live in Berlin [DVD] |
| 27 | 8 juillet    | Coldplay           | X&Y                              |
| 28 | 15 juillet   | Coldplay           | X&Y                              |
| 29 | 22 juillet   | Coldplay           | X&Y                              |
| 30 | 29 juillet   | Shakira            | Fijación Oral Vol. 1             |
| 31 | 5 août       | Söhne Mannheims    | Power of the Sound               |
| 32 | 12 août      | Banaroo            | Banaroo’s World                  |
| 33 | 19 août      | Söhne Mannheims    | Power of the Sound               |
| 34 | 26 août      | Juanes             | Mi sangre                        |
| 35 | 2 septembre  | Juanes             | Mi sangre                        |
| 36 | 9 septembre  | Juanes             | Mi sangre                        |
| 37 | 16 septembre | The Rolling Stones | A Bigger Bang                    |
| 38 | 23 septembre | The Rolling Stones | A Bigger Bang                    |
| 39 | 30 septembre | Bon Jovi           | Have a Nice Day                  |
| 40 | 7 octobre    | Bon Jovi           | Have a Nice Day                  |
| 41 | 14 octobre   | Bon Jovi           | Have a Nice Day                  |
| 42 | 21 octobre   | Tokio Hotel        | Schrei                           |
| 43 | 28 octobre   | Depeche Mode       | Playing the Angel                |
| 44 | 4 novembre   | Robbie Williams    | Intensive Care                   |
| 45 | 11 novembre  | Rammstein          | Rosenrot                         |
| 46 | 18 novembre  | Robbie Williams    | Intensive Care                   |
| 47 | 25 novembre  | Madonna            | Confessions on a Dance Floor     |
| 48 | 2 décembre   | Madonna            | Confessions on a Dance Floor     |
| 49 | 9 décembre   | Xavier Naidoo      | Telegramm für X                  |
| 50 | 16 décembre  | Xavier Naidoo      | Telegramm für X                  |
| 51 | 23 décembre  | Xavier Naidoo      | Telegramm für X                  |
| 52 | 30 décembre  | Robbie Williams    | Intensive Care                   |

## Hit-Parade de l'année
| Singles | Albums |
| --- | --- |
| 1. Schnappi, das kleine Krokodil – Schnappi 2. Tokio Hotel – Durch den Monsun 3. Akon – Lonely 4. K-Maro – Femme like U 5. Söhne Mannheims – Und wenn ein Lied 6. Juanes – La camisa negra 7. 50 Cent feat. Olivia – Candy Shop 8. Pussycat Dolls feat. Busta Rhymes – Don't Cha 9. Die Firma – Die Eine 10. Ch!pz – Ch!pz in Black 11. Fettes Brot – Emanuela 12. Melanie C – First Day of My Life 13. Linkin Park feat. Jay-Z – Numb/Encore 14. Nena – Liebe ist 15. Sarah Connor – From Zero to Hero 16. James Blunt – You’re Beautiful 17. Nu Pagadi – Sweetest Poison 18. Madonna – Hung Up 19. Sugababes – Push the Button 20. Joana Zimmer – I Believe | 1. Söhne Mannheims – Noiz 2. Wir sind Helden – Von hier an blind 3. Green Day – American Idiot 4. Juli – Es ist Juli 5. Robbie Williams – Greatest Hits 6. Coldplay – X&Y 7. Robbie Williams – Intensive Care 8. 50 Cent – The Massacre 9. Nena – Willst du mit mir gehn 10. Peter Maffay – Laut & leise 11. Annett Louisan – Boheme 12. Michael Bublé – It’s Time 13. Shakira – Fijación Oral Vol. 1 14. Christina Stürmer – Schwarz Weiss 15. Silbermond – Verschwende deine Zeit 16. Sarah Connor – Naughty but Nice 17. Banaroo – Banaroo’s World 18. Tokio Hotel – Schrei 19. Bon Jovi – Have a Nice Day 20. Juanes – Mi sangre |